# 四斑幽花金龟
四斑幽花金龟（学名：Jumnos ruckeri），金龟科花金龟亚科幽花金龟属的模式种，分布于东洋界。
本种2023年被收录入中国《有重要生态、科学、社会价值的陆生野生动物名录》。

## 形态特征
体长37—46毫米。身体呈暗铜绿色，具金属光泽；每个鞘翅上均具有2个浅黄色或橘红色大斑。

## 亚种
生物物种名录（Catalogue of Life）收录本种4个亚种：
- Jumnos ruckeri nosei Nagai, 1992
- Jumnos ruckeri pfanneri Scherer, 1978
- Jumnos ruckeri ruckeri Saunders, 1839
- Jumnos ruckeri tonkinensis Nagai, 1992